# 上念司
上念 司（じょうねん つかさ、1969年〈昭和44年〉5月4日 - ）は、日本の経営者。フランチャイズファイトフィットジム「トイカツ道場」オーナー。加計学園が経営する岡山理科大学の客員教授。
雑誌『正論』『Hanada』『WiLL』などで記事を執筆。過去にはDHCテレビジョンのインターネット番組「虎ノ門ニュース」や「ニュース女子」にも出演していた。

## 略歴
東京都青梅市出身。中学校教員に勧められて中央大学附属高等学校へ進学 し、交換留学プログラムで1年間休学してアメリカに滞在した。帰国後1年遅れで卒業後に中央大学法学部法律学科に進学 し、弁論部の中央大学辞達学会で活動した（弁論部時代の仲間に政治家の宮崎岳志がいる）。卒業後、日本長期信用銀行に入行 したのちに臨海セミナーへ転職して取締役事業本部長を務める。
2007年に勝間和代と共同事務所の「株式会社監査と分析」を設立 する。2011年に勝間が中心となり発足した「デフレ脱却国民会議」で事務局長 を務める。2012年6月13日に衆議院第180回「国会社会保障と税の一体改革に関する特別委員会公聴会」の公述人として出席し、同会事務局長と経済評論家の立場から意見を述べた。
2012年8月29日、安倍晋三が前日に森喜朗を訪ね、自民党総裁選への出馬の意向を伝えたことが報道で明らかとなった。同年9月5日、三宅久之、長谷川三千子、金美齢など保守系の著名人28人は「安倍晋三総理大臣を求める民間人有志の会」を発足させ、安倍の事務所に赴き、出馬要請をした。その後、上念は勝間とともにグループに加入し、メンバーは計37人となった。9月26日、総裁選が実施され、安倍が当選した。
2013年、参議院予算委員会中央公聴会に、公明党の推薦で出席した。2017年、創価学会の『WEB第三文明』において、日本共産党を「著しい知性の劣化が如実に露呈」と批判するコラムを執筆した。
2015年11月に、放送法遵守を求める視聴者の会発足呼び掛け人に、すぎやまこういち、渡部昇一、ケント・ギルバートらと共に参加した。
2018年4月に、岡山理科大学で客員教授に就いた。経営者である加計学園を『月刊Hanada』で擁護したことがきっかけと語っている。

## 人物
- 日本経済新聞は、高橋洋一とともに「いわゆるリフレ派の識者」と評している[3]。

- 臨海セミナーで取締役を務める2000年頃から日本の景気が悪いことに疑問を抱き、経済学に関する本を探して独学を始めた[16]。経済学者野口旭の『経済論戦』（2003年）にたびたび引用されていた岩田規久男『デフレの経済学』（2001年）を購入し、ノートを取りながら2か月かけて読んだことなどからリフレーション政策を理解した[16]。2004年に野口が開いた講座に申し込み、講師を務めた田中秀臣、若田部昌澄、中村宗悦、高橋洋一らと知遇を得た[16]。デフレ脱却国民会議などで活動する中、若田部を通じて浜田宏一と出会った[16]。2010年に浜田、若田部、勝間が共著を出版する際、商学部で学んだ勝間はマクロ経済学の基礎を浜田から学ぶこととなり、上念も勝間と共に受講した[16]。この経緯から、プロフィールで「浜田宏一に師事し薫陶を受けた」と記している[1]。

- 元衆議院議員の秋元司は、大東文化大学の弁論部に所属し全関東学生雄弁連盟の役員を務めていた際に、同連盟の元委員長だった上念と知り合い、名前が同じ「司」であることもあり親近感を覚えたと述べている[15]。当時、上念は政治に関心を持ち「政治が経済を動かす」と主張した一方、秋元は「経済人が政治を動かす」とし互いに議論を交わしていたが、後に上念は銀行員を経て会社を立ち上げ、秋元は上念に紹介された国会議員の活動を手伝ううちに政治家の道を進み、「2人のめざす道はいつの間にか入れ替わった」という[15]。

- 日本の慰安婦問題等で国際問題を引き起こしたとして朝日新聞を嫌っており、パロディで「朝日新聞縮小団」という架空のブラック企業の「団長」を名乗っている[PR 4]。スローガンは『朝日のなくなる日、平和の日。月に3件新規解約』である[要出典]。

- 参政党の神谷宗幣副代表とは友人で、講演会や動画、結婚式などに参加している[28][29][30][31]。ただし同党結党後、神谷が反米的な陰謀論に傾いて以降は距離を取るようになり、動画や講演会に参加するのは見られなくなった[要出典]。

- 政治家では自由民主党総裁だった安倍晋三元内閣総理大臣を日本を救った大宰相として高く評価している[PR 5]。また自由民主党の和田政宗参議院議員[PR 6][PR 7][PR 8]、日本維新の会政調会長の音喜多駿参議院議員[PR 9][32][PR 10]、国民民主党代表の玉木雄一郎衆議院議員[PR 11]といった政治家との対談が多く、自由民主党[PR 12]、日本維新の会[PR 13]、国民民主党[PR 14]の三党に概ね好意的である。

## 主張・発言

### 金融・財政政策
白川方明が総裁を務めていた時期までの日本銀行の金融政策を強く批判し、2011年の時点で、 円高是正のために、日本銀行が目標を定め持続的な量的金融緩和政策を継続させることが必要であるとしていた。
「デフレ時にデフレ政策をやるとデフレを助長する」とする主張については「大抵『相対価格』と『一般物価』の違いが抜け落ちている。相対価格の変化をいちいち『デフレ政策』『インフレ政策』と定義し、その良し悪しを判断するやり方は、原因と結果を取り違えている」と指摘している。
日本の財政破綻の懸念について「日本のように変動相場制を採用している国の自国通貨建ての債務においてのデフォルトは起こり得ない」「国家破産というものが固定相場制特有の現象であり、固定相場制の問題は相当に根が深い」と述べている。
日本の財政再建と災害対策について「デフレを脱却しないまま増税しても税収は増えず、財政再建はできない。 民間の投資が活発化するまで大胆な金融政策と財政政策を続けることである。 緊縮財政による財政再建には理論的根拠がないばかりか、却って財政を悪化させる。金融緩和と財政出動を併用して早期にデフレ脱却を図るとともに、災害などの大きなリスクの顕在化に備えて国土を強靭化しなければならない」と述べている。消費税増税についてはTwitter上で「絶対に阻止しよう」「デフレから脱却しないといくら増税しても税収は増えない」と述べている。
日本の経済成長について「経済学的思考に立脚し『世界全体が栄えることによって自国が栄え、自国が栄えれば世界全体も栄える』ということこそ真実であり、世の中の問題を解決するための方法として、経済全体のパイを拡大することが重要である」と述べている。
アベノミクスについて、2013年5月2日に参議院予算委員会で開かれた2013年度予算案に関する公聴会で、「大胆な金融政策に加え、景気の下支えには政府の財政政策が必要」、「私たちが一番恐れるべきはデフレだ。アベノミクスの第1の矢は極めて正しい」と発言した。

### 政治思想
自身の政治的立場について「保守自由主義者」であると定義し、遠い未来に理想を求めたり、過去のある時点に理想を求めたりせず、現状をあるがままに受け入れ、社会を保守しながらより良い物を目指す立場であるとしている。「極左」や「極右」は対極に見えて社会をいっぺんに改造したい「設計主義者」であるという点では同じであり、こうした過激主義は明治天皇の五ヶ条の御誓文の精神に象徴される日本の国体とは相いれないとして拒否している。特定の民族を「殺せ」などと主張することは左派に武器を与えるとして反対している。
反共主義者であり、日本を社会主義国扱いする「日本型社会主義」といった表現も嫌悪している。2014年（平成26年）の倉山満との対談本の中では「日本の企業ガバナンスを称して共産主義的と言ったり、戦後日本を『世界で最も成功した社会主義国』などというのは全くのウソ。共産主義というのは中国を見てもわかる通り、共産党幹部エリートだけが甘い汁を吸い、人民は辛酸をなめる社会です」「弱小のうちはひたすら耐えて力をつけて反撃。これが日本の経営のリアリズム。共産主義とは雲泥の差がある」と述べている。また保守・右翼とされる言論人の中で共産主義に近しい発言や特定の人権擁護をする者は「偽装右翼」と位置づけ、「偽装右翼たちがTPPに反対する文書を見ると、まるで『共産党宣言』を読んでいるかのよう。『共産党宣言』から適当なところをピックアップしてきて『ブルジョワジー』を『グローバリズム』と置き換えたら、そのまま成立するような内容でなんの説得力もない」と述べている。
外交面では日米同盟の枠組みを堅持しつつ、日本がより積極的な役割を果たすことを希望しており、できれば日米豪印のクワッドを「太平洋条約機構」に昇格させるべきであるとしている。「日露戦争は日米英の三国準同盟で勝った」として日米同盟の大事さを説いており、「アメリカは信用ならない」「日本単独でやる」といった極端な意見はチャイナの思うつぼになると批判している。中華人民共和国、ロシア、北朝鮮、ベネズエラといった反米主義国には批判的である。
2022年に始まったロシアのウクライナ侵略については、ロシア側が行っているのは国際法上違法な武力による現状変更であり、ウクライナ側が行っているのは国際上合法である自衛権行使であることからロシア批判・ウクライナ支持の立場を明確にしている。プーチンを礼賛してアメリカやウクライナを悪役にしようとするディープステート陰謀論を厳しく批判している。

## 裁判

### 高橋健太郎との『Racist Friend』裁判
- 2020年、Twitter（現X）の投稿で「レイシスト」と書かれ、名誉を傷つけられたとして音楽家の高橋健太郎を訴えた[40]。高橋は、上念が企画したジャズコンサートに関連して、2019年12月に楽曲『Racist Friend』に言及したツイートをした[40][41][42]。このツイートは、上念を名指しするものではなかったが、上念は「レイシストと認定され、名誉を毀損された」と提訴した（高橋の代理人は神原元弁護士）[40]。2022年11月、一審判決は上念が勝訴し、高橋は50万円の損害賠償を命じられた[43][14][PR 27]。判決文は、過去の上念の発言には「アイヌ民族の歴史に対する配慮に欠けた過激な表現が含まれている」と認めながら、「人種差別主義的思想を有しているとまでは推認できない」「人種差別やヘイトスピーチの排除に尽力してきた原告（上念）の評論家としての矜持及び社会的信用を毀損し、その社会的信用を低下させるものである」と評している[40][14]。
- 2023年1月、高橋が控訴し[43][14]、12月、上念が逆転敗訴した[44][40]。判決は、上念の過去の発言から「特定の国民ないし民族を劣等視するような人種差別思想を有する人物、すなわち人種差別主義者と理解されたとしても無理からぬところであるといえる」と投稿の真実性を認めた[40]。また、上念は著名人であるため、人種差別主義者か否かの事実には公共性があり、人種差別主義者と関わりを持つことへの注意を促す投稿は公益目的だったと判断した[40]。「レイシスト」という言葉を用いたことについては、事実に基づくとした上で、表現の自由として守られる意見・論評の域を出るものではないと結論づけた[40]。

### 津田大介との裁判
- 2020年、津田大介から、上念があいちトリエンナーレに関して行った「左翼活動家」など一連のツイートに関して、名誉棄損で訴えられた[45][PR 28]。2023年4月、上念が敗訴して10万円の支払いを命じる判決が出たが、津田は判決を不服として控訴した[PR 29]。

## 騒動

### 2020年アメリカ合衆国大統領選挙をめぐり
政治学者木下ちがやは、ドナルド・トランプが落選した2020年アメリカ合衆国大統領選挙をめぐって百田尚樹や有本香、門田隆将ら右翼言論人が、「不正選挙でありトランプは勝った」という陰謀論（木下は「トランプ勝ち組陰謀論」と名付けている）を唱え、この陰謀論に加担する言論人、アカウントはネット上で「もう限界値を超えてしまい、後戻りできないところに行ってしまった残念な保守」という意味で「限界ネトウヨ」と名付けられたとした。「トランプ勝ち組陰謀論」に対してツイッター上で「不正はあったかも知れないが、選挙結果をひっくり返すほどではないし、裁判では認められないだろう」と反論していた。その上念らに対し、「限界ネトウヨ」及びその支持者らが、ネット上で攻撃を開始するという事態が発生したと論じている。上念は彼が出演していた右派メディアのDHCテレビの番組に電話などの「意見」が来るようになり、DHC側の希望で番組から降板したという経緯をツイッター上で述べている。

### 2023年の朝鮮学校に関する発言をめぐり

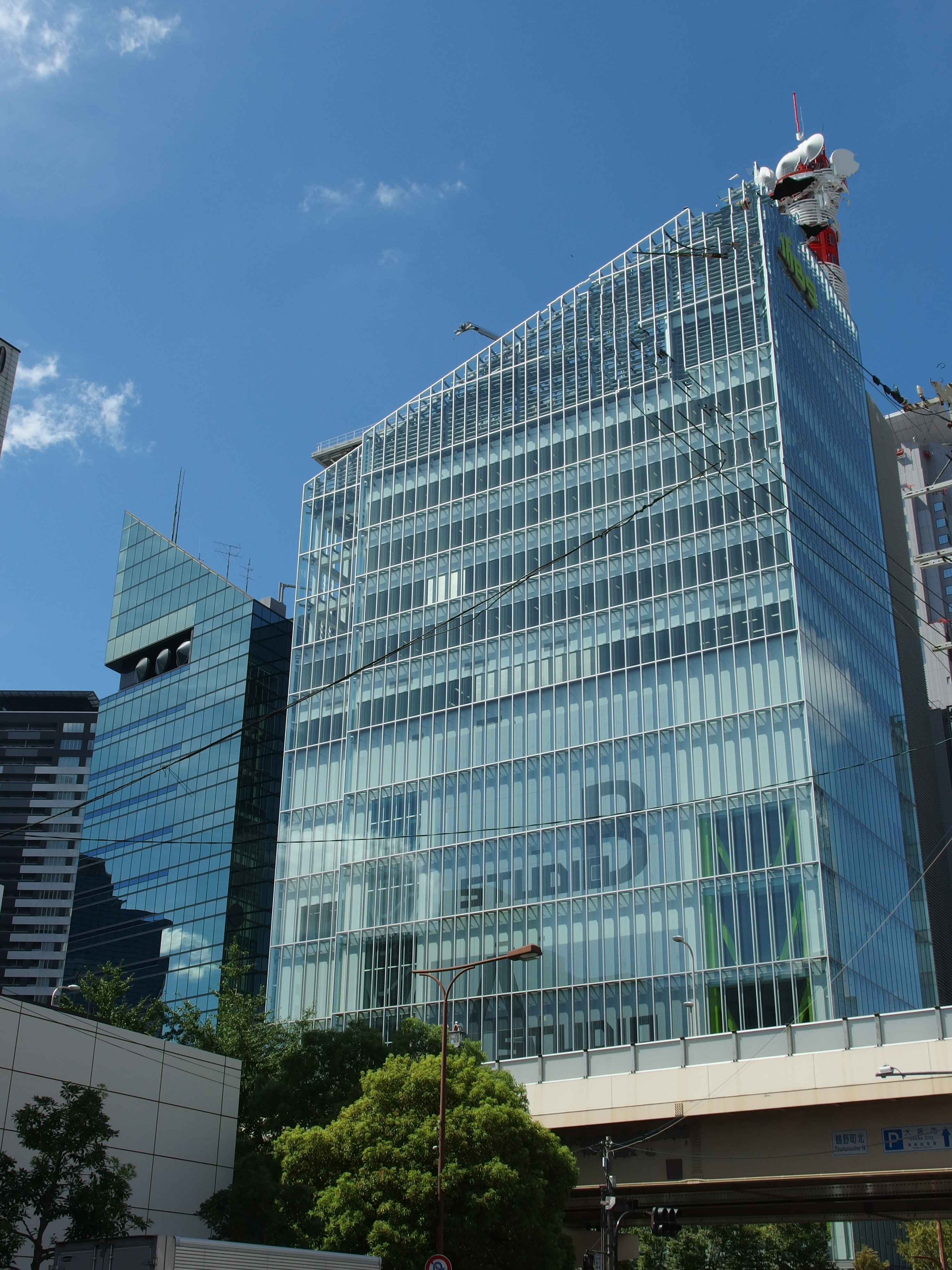
MBSラジオ

2023年2月21日、MBSラジオの『上泉雄一のええなぁ!』の番組内で、朝鮮学校は「スパイ養成的なところもあった」と発言した。また、「公的助成なんてとんでもない話だし」「ここのOBがね、日本人の拉致に関わってたりとかするわけですよ」「こういうの、やっぱガチで査察を入れたりとかね」とも述べている。3月3日、弁護士ら専門家や研究者でつくる「在日本朝鮮人人権協会」は、MBSに「朝鮮学校に通う生徒をはじめ在日朝鮮人の人権を脅かし、扇動するような発言であり、公共性の高い民間放送局の番組においてなされたことは、その社会的影響から極めて重大な問題がある」と抗議した。3月10日、MBSはサイト上と放送内で「配慮の足りない表現があった」「リスナーの皆さんに誤解を招くような表現となっていた」とお詫びをし、会見では「上念氏の発言は『子どもたちの人権を守る』という論旨からなされ、過去にそういう事実があった」「ヘイトスピーチにはあたらない」と説明した。人権協会側は、「深刻化している在日朝鮮人に対する差別やヘイトクライムを扇動する、犬笛のような内容」と指摘し、今後、放送倫理・番組向上機構（BPO）にも人権侵害の申し立てをする方針としている。3月20日、市民団体「朝鮮学校と民族教育の発展をめざす会・京滋」など4団体が、MBSに「朝鮮学校の教育に対する無理解と偏見にもとづく差別言動を放置している」という抗議文を送り、「おわび内容の再検討」や「上念氏の出演中止」、「ヘイトクライム誘発防止へ社の認識の発信」などを求めた。
3月23日、番組からの降板が発表された。降板について、上念は「私としては望むところ。正しいことを言って降板するのは」とコメントした。しかし、同様の「スパイ養成機関」という発言が、2013年10月に「在日特権を許さない市民の会（在特会）」による「朝鮮学校襲撃事件」の民事裁判では、「社会的評価たる名誉を著しく損なう不法行為」と認定されている。同3月23日、在日本朝鮮人人権協会は、放送倫理・番組向上機構（BPO）の放送人権委員会に人権侵害の申し立てをした。申立書では、発言は「朝鮮学校への攻撃を煽るメッセージ性」を持っており、「効果としてヘイトスピーチ」であると主張した。そのうえで、局側にはヘイトスピーチであると認めたうえでの謝罪と、再発防止措置のために社員教育の徹底、反差別の立場を明確にしたステートメントの公表などを求めた。
7月、MBSラジオは、再発防止策として「番組向上委員会」設置した。また、5月23日に「性別や国籍などを理由とした差別を認めない」ことを盛り込んだ「コンプライアンス憲章」を制定し、社内研修も継続的に行うとする。7月4日、MBSは在日本朝鮮人人権協会と面会し、一連の再発防止策を説明したが、上念の発言については「配慮が足りない部分はあったが、ヘイトスピーチにはあたらない」という見解を維持した。

## 著書

### 単著
- 『デフレと円高の何が「悪」か』光文社〈光文社新書〉、2010年1月。
- 『「日銀貴族」が国を滅ぼす』光文社〈光文社新書〉、2010年6月。
- 『日本は破産しない！ 　騙されるな！「国債暴落で国家破産！」はトンデモ話だ！』宝島社、2010年10月。
のち改題・文庫『日本は破産しない！』宝島社〈宝島SUGOI文庫〉、2012年1月。
- 『「日本ダメ論」のウソ』イースト・プレス、2011年3月。
のち『《完全版》「日本ダメ論」のウソ』イースト・プレス〈イースト新書〉、2014年10月。
- 『日本再生を妨げる　売国経済論の正体』徳間書店、2011年11月。
- 『全国民必読 経済ニュースのウソを見抜け！』徳間書店、2012年3月。
- 『ユーロ危機で日本は復活する！』徳間書店、2012年8月。
- 『歴史から考える 日本の危機管理は、ここが甘い 「まさか」というシナリオ』光文社〈光文社新書〉、2012年11月。
- 『「アベノミクス亡国論」のウソ　投資シミュレーションで読み解く「復活」の根拠』イースト・プレス、2013年5月。
- 『異次元緩和の先にあるとてつもない日本』徳間書店、2013年6月。
- 『悪中論：中国がいなくても、世界経済はまわる』宝島社、2013年11月。
- 『アベノミクスを阻む「7つの敵」』イースト・プレス、2014年3月。
- 『国土と安全は経済で買える』扶桑社〈扶桑社新書〉、2014年5月。
- 『若いビジネスマン諸君！　TOEICじゃない、必要なのは経済常識を身につけることだ！』ワック〈WAC BUNKO〉、2014年9月。
- 『経済で読み解く大東亜戦争』ベストセラーズ、2015年1月。
- 『高学歴社員が組織を滅ぼす』PHP研究所、2015年6月。のち文庫〈PHP文庫〉、2017年6月。
- 『経済用語　悪魔の辞典：ニュースに惑わされる前に論破しておきたい55の言葉』イースト・プレス、2015年5月。
- 木下斉 編『地方は消滅しない！』宝島社、2015年10月。
- 『家なんて200％買ってはいけない！』きこ書房、2016年2月。
- 『経済で読み解く明治維新』ベストセラーズ、2016年4月。
- 『財務省と大新聞が隠す　本当は世界一の日本経済』講談社〈講談社＋α新書〉、2016年9月。
- 『経済で読み解く織田信長　「貨幣量」の変化から宗教と戦争の関係を考察する』ベストセラーズ、2017年2月。
- 『経団連と増税政治家が壊す　本当は世界一の日本経済』講談社〈講談社＋α新書〉、2018年2月。
- 『経済で読み解く豊臣秀吉　東アジアの貿易メカニズムを「貨幣制度」から検証する』ベストセラーズ、2018年3月。
- 『日本を亡ぼす岩盤規制：既得権者の正体を暴く』飛鳥新社、2018年10月。のち文庫、2020年11月。
- 『官僚と新聞・テレビが伝えない：じつは完全復活している日本経済』SBクリエイティブ〈SB新書〉、2019年1月。
- 「経済で読み解く日本史」シリーズ
  - 『経済で読み解く日本史：室町・戦国時代』飛鳥新社、2019年5月。
  - 『経済で読み解く日本史：安土桃山時代』飛鳥新社、2019年5月。
  - 『経済で読み解く日本史：江戸時代』飛鳥新社、2019年5月。
  - 『経済で読み解く日本史：明治時代』飛鳥新社、2019年5月。
  - 『経済で読み解く日本史：大正・昭和時代』飛鳥新社、2019年5月。
  - 『経済で読み解く日本史：平成時代』飛鳥新社、2020年7月。
- 『誰も教えてくれなかった　金持ちになるための濃ゆい理論』扶桑社、2020年11月。
- 『れいわ民間防衛：見えない侵略から日本を守る』飛鳥新社、2021年1月。
- 『日本分断計画：中国共産党の仕掛ける保守分裂と選挙介入』ビジネス社、2021年9月。

### 共著
- 田中秀臣との共著『震災恐慌！　経済無策で恐慌がくる』宝島社、2011年5月。 
のち改題・改訂版『「復興増税」亡国論』宝島社〈宝島社新書〉、2012年1月。
- 三橋貴明との共著『「日本経済ダメ論」のウソ　日本が絶対に破産しない、これだけの理由』イースト・プレス〈知的発見！BOOKS〉、2011年10月。
- 倉山満との共著『説教ストロガノフ 「日本の敵」を叩きのめす！』PHP研究所、2014年9月。
- 日下公人との共著『これからの日本を読み解く　日本の将来はじつに明るい！』ワック〈WAC BUNKO〉、2015年3月。
- 倉山満との共著『説教ストロガノフ かくも根深い「政治の劣化」を叱る！』PHP研究所、2015年4月。
- 倉山満との共著『説教ストロガノフ ネオ東京裁判　掟破りの逆15年戦争』PHP研究所、2015年7月。
- 小川榮太郎との共著『テレビ局はなぜ「放送法」を守らないのか　民主主義の意味を問う』ベストセラーズ、2016年6月。
- ケント・ギルバートとの共著『まだ日本人が気づかない　日本と世界の大問題』徳間書店、2018年8月。
- 筆坂秀世との共著『大手メディアがなぜか触れない　日本共産党と野党の大問題』清談社Publico、2019年7月。
- 篠田英朗との共著『不安を煽りたい人たち』ワック〈WAC BUNKO〉、2020年11月。

## 出演

### テレビ
- 桜プロジェクト・報道ワイド日本 Weekend（2012年7月11日[PR 31] - 2015年2月20日、日本文化チャンネル桜）
  - コラム「上念司のメディアの嘘を見抜け！」も担当[PR 32]
- スッキリ!!金曜日レギュラー（2015年11月6日 - 2016年3月25日、日本テレビ）[64]

### インターネット
- 上念司の経済ニュース最前線（2015年4月3日 - 2018年7月27日、毎週金曜日更新、チャンネルくらら）
- ジョネトラダムスウィークエンド（2018年8月3日 - 、毎週金曜日更新、チャンネルくらら）
- 真相深入り!虎ノ門ニュース（2016年11月2日 - 隔週水曜日→隔週金曜日→水曜レギュラー→2021年1月5日、「DHCからの要望」で降板。#2020年アメリカ合衆国大統領選挙をめぐり参照（レギュラー昇格前にゲストコメンテーターとして出演[注 2]、DHCテレビ）
- ニュース女子（パネリスト、2018年4月より司会、DHCテレビ。→2021年1月5日、「DHCからの要望」で降板。#2020年アメリカ合衆国大統領選挙をめぐり参照）
- じっくり学ぼう!日本経済
- 報道特注（文化人放送局）- 不定期出演
- 上念司の深堀り（文化人放送局）- 不定期配信
- AbemaPrime（AbemaTV） - DHCテレビ「ニュース女子」のMC昇格により2018年3月に番組から退いた。

### ラジオ
- おはよう寺ちゃん（文化放送） - 月曜コメンテーター
- ザ・ボイス そこまで言うか!（ニッポン放送） - 水曜コメンテーター ※不定期出演
- 上泉雄一のええなぁ!（MBSラジオ）- 火曜コメンテーター ※2023年3月23日に降板[55][56]。#2023年の朝鮮学校に関する発言をめぐり参照